# إدارة الاتحاد الائتماني الوطني
تعد إدارة الاتحاد الائتماني الوطني (بالإنجليزية: National Credit Union Administration)‏ (اختصارًا: NCUA) إحدى الوكالتين اللتين توفران تأمينًا على الودائع للمودعين في مؤسسات الإيداع الأمريكية، والأخرى هي شركة تأمين الودائع الفيدرالية، والتي تؤمن البنوك التجارية ومؤسسات الادخار. NCUA هي وكالة فيدرالية مستقلة أنشأها كونغرس الولايات المتحدة لتنظيم، وتوثيق، والإشراف على الاتحادات الائتمانية الفيدرالية. بدعم من الإيمان الكامل والائتمان من حكومة الولايات المتحدة، تعمل NCUA وتدير صندوق تأمين أسهم اتحاد الائتمان الوطني، يؤمن ودائع أكثر من 111 مليون من أصحاب الحسابات في جميع الاتحادات الائتمانية الفيدرالية والغالبية العظمى من الاتحادات الائتمانية المستأجرة من الدولة. اعتبارًا من سبتمبر 2016، كان هناك 5,573 اتحاد ائتماني مؤمن فيدراليًا، بأصول يبلغ مجموعها أكثر من 1.38 تريليون دولار، وصافي قروض 957.3 مليار دولار. تؤمن NCUA حصريًا على الاتحادات الائتمانية، في حين أن البنوك التجارية ومؤسسات الادخار مؤمنة من قبل شركة تأمين الودائع الفيدرالية.

## وصلات خارجية
- موقع إدارة الاتحاد الإئتماني الوطني